# Henri d’Escoubleau, comte de Montluc

Wappen der Familie Escoubleau de Sourdis

Henri d’Escoubleau de Sourdis († 6. Juni 1712), Graf von Montluc, Fürst von Chabanais, entstammte der aus dem Poitou kommenden Ritterfamilie d’Escoubleau de Sourdis. Seine Eltern waren Charles d’Escoubleau, Marquis de Sourdis et d’Alluye (* 1588; † 21. Dezember 1666) und Jeanne de Montluc et de Foix († 2. Mai 1657), Tochter von Adrien de Monluc-Montesquiou.
1699 hatte er Marguerite Le Lièvre geheiratet, Tochter von Thomas Le Lièvre, Marquis de La Grange, Premier Pésident au Grand Conseil, und Anne Faure. Die Ehe blieb kinderlos. Seine Erbin wurde seine Nichte Angelique d’Escoubleau (* 1684; † 1729), die mit François Gilbert Colbert, Marquis de Saint-Pouange (* 1676; † 1719) verheiratet war. Sie lehnte das Erbe jedoch ab, da ihr Onkel bei seinem Tod ruiniert und sein Besitz beschlagnahmt worden war.